# Alleanza Europea per la Libertà
Alleanza Europea per la Libertà (in inglese European Alliance for Freedom; acronimo EAF) è stato un partito politico europeo euroscettico di destra.

## Il partito
È stato fondato alla fine del 2010 ed è stato riconosciuto dal Parlamento europeo nel 2011. A differenza degli altri partiti europei, i membri dell'Alleanza non sono partiti ma individui.
Gli europarlamentari che aderiscono all'Alleanza siedono quattro nel gruppo dei Non iscritti e tre nel gruppo Europa della Libertà e della Democrazia. Suo presidente è l'inglese indipendentista Godfrey Bloom e suo segretario generale è la maltese Sharon Ellul-Bonici.
Il Parlamento europeo nel 2011 ha concesso 372753,00 € al partito.
La fondazione politica che affianca l'Alleanza è European Foundation for Freedom.

## Piattaforma politica
L'Alleanza si distingue per un forte euroscetticismo. Critica il processo di centralizzazione del potere, contrario al principio di sussidiarietà.

## Struttura

### Presidente
- 2010–2012:  Godfrey Bloom[6]
- 2012–2015:  Franz Obermayr[7]

### Vicepresidente
- 2010–:  Philip Claeys;[8]  Marine Le Pen

### Segretario generale
- 2010–:  Sharon Ellul-Bonici

## Partiti membri
| Paese di appartenenza | Partito                     | Europarlamentari |
| --------------------- | --------------------------- | ---------------- |
| Germania              | Alternativa per la Germania | 1                |
| Paesi Bassi           | Partito per la Libertà      | 4                |

### Ex membri
- Gerolf Annemans[9] (Vlaams Belang)
- Torsten Groß[8] (Cittadini in Rabbia)[10]
- Krisztina Morvai[10] (indipendente)1
- Rolandas Paksas,[10] Juozas Imbrasas (Ordine e Giustizia)2
- Kent Ekeroth[8] (Democratici Svedesi)[10]
- Godfrey Bloom (Indipendente, ex-UKIP)
- Marine Le Pen[11][12][13] (Fronte Nazionale)3
- Andreas Mölzer,[10] Harald Vilimsky[9] (Partito della Libertà Austriaco)3
- Matteo Salvini[9] (Lega Nord)3

1 Morvai è associata con Jobbik, pur non essendo un ex membro. Ha abbandonato nel luglio 2011 a causa delle differenze con l'FPÖ.
2 Paksas e Imbrasas si unirono successivamente al Movimento per un'Europa della Libertà e della Democrazia (MELD)
3 Ha abbandonato per formare il Movimento per un'Europa delle Nazioni e della Libertà (MENL)